# Alison Henrique Mira
Alison Henrique Mira, meglio noto come Alison (Santa Cruz do Rio Pardo, 1º dicembre 1995), è un calciatore brasiliano, attaccante del Rio Preto.

## Carriera
Ha giocato nella seconda divisione brasiliana e nella prima divisione dei campionati giapponese e brasiliano.

## Statistiche

### Presenze e reti nei club
Statistiche aggiornate al 12 agosto 2021.
| Stagione         | Squadra          | Campionato       | Campionato | Campionato | Coppe nazionali | Coppe nazionali | Coppe nazionali | Coppe continentali | Coppe continentali | Coppe continentali | Altre coppe | Altre coppe | Altre coppe | Totale | Totale |
| Stagione         | Squadra          | Comp             | Pres       | Reti       | Comp            | Pres            | Reti            | Comp               | Pres               | Reti               | Comp        | Pres        | Reti        | Pres   | Reti   |
| ---------------- | ---------------- | ---------------- | ---------- | ---------- | --------------- | --------------- | --------------- | ------------------ | ------------------ | ------------------ | ----------- | ----------- | ----------- | ------ | ------ |
| 2014             | São Caetano      | C                | 7          | 4          |                 | -               | -               |                    | -                  | -                  |             | -           | -           | 7      | 4      |
| 2015             | Shonan Bellmare  | J1               | 12         | 2          | CG              | 2               | 0               |                    | -                  | -                  |             | -           | -           | 14     | 2      |
| 2016             | Atl. Goianiense  | PD/GO+B          | 10+21      | 1+6        | CB              | 2               | 0               |                    | -                  | -                  |             | -           | -           | 33     | 7      |
| 2017             | Náutico          | A1/PE+B          | 11+10      | 1+0        | CB              | 1               | 0               |                    | -                  | -                  |             | -           | -           | 22     | 1      |
| 2017             | Atl. Goianiense  | A                | 7          | 0          |                 | -               | -               |                    | -                  | -                  |             | -           | -           | 7      | 0      |
| 2018             | Mirassol         | A1/SP+D          | 12+6       | 4+1        |                 | -               | -               |                    | -                  | -                  |             | -           | -           | 18     | 7      |
| 2018             | Sampaio Corrêa   | B                | 4          | 0          |                 | -               | -               |                    | -                  | -                  |             | -           | -           | 4      | 0      |
| 2019             | Votuporanguense  | A2/SP            | 8          | 0          |                 | -               | -               |                    | -                  | -                  |             | -           | -           | 8      | 0      |
| 2020             | Novo Hamburgo    | PD/RS            | 8          | 0          | CB              | 1               | 1               |                    | -                  | -                  |             | -           | -           | 9      | 1      |
| 2020             | Joinville        | D                | 13         | 7          |                 | -               | -               |                    | -                  | -                  |             | -           | -           | 13     | 7      |
| 2021             | Joinville        | PD/SC            | 12         | 2          | CB              | 1               | 0               |                    | -                  | -                  |             | -           | -           | 13     | 2      |
| Totale Joinville | Totale Joinville | Totale Joinville | 25         | 9          |                 | 1               | 0               |                    | -                  | -                  |             | -           | -           | 26     | 9      |
| 2021             | Floresta         | C                | 9          | 1          |                 | -               | -               |                    | -                  | -                  |             | -           | -           | 9      | 1      |
| Totale carriera  | Totale carriera  | Totale carriera  | 150        | 29         |                 | 7               | 1               |                    | -                  | -                  |             | -           | -           | 157    | 30     |

## Palmarès

### Club

#### Competizioni nazionali
- Campeonato Brasileiro Série B: 1

Atl. Goianiense: 2016